# Parodia concinna
Parodia concinna (Monv.) N.P.Taylor es una especie de planta fanerógama de la familia Cactaceae. 

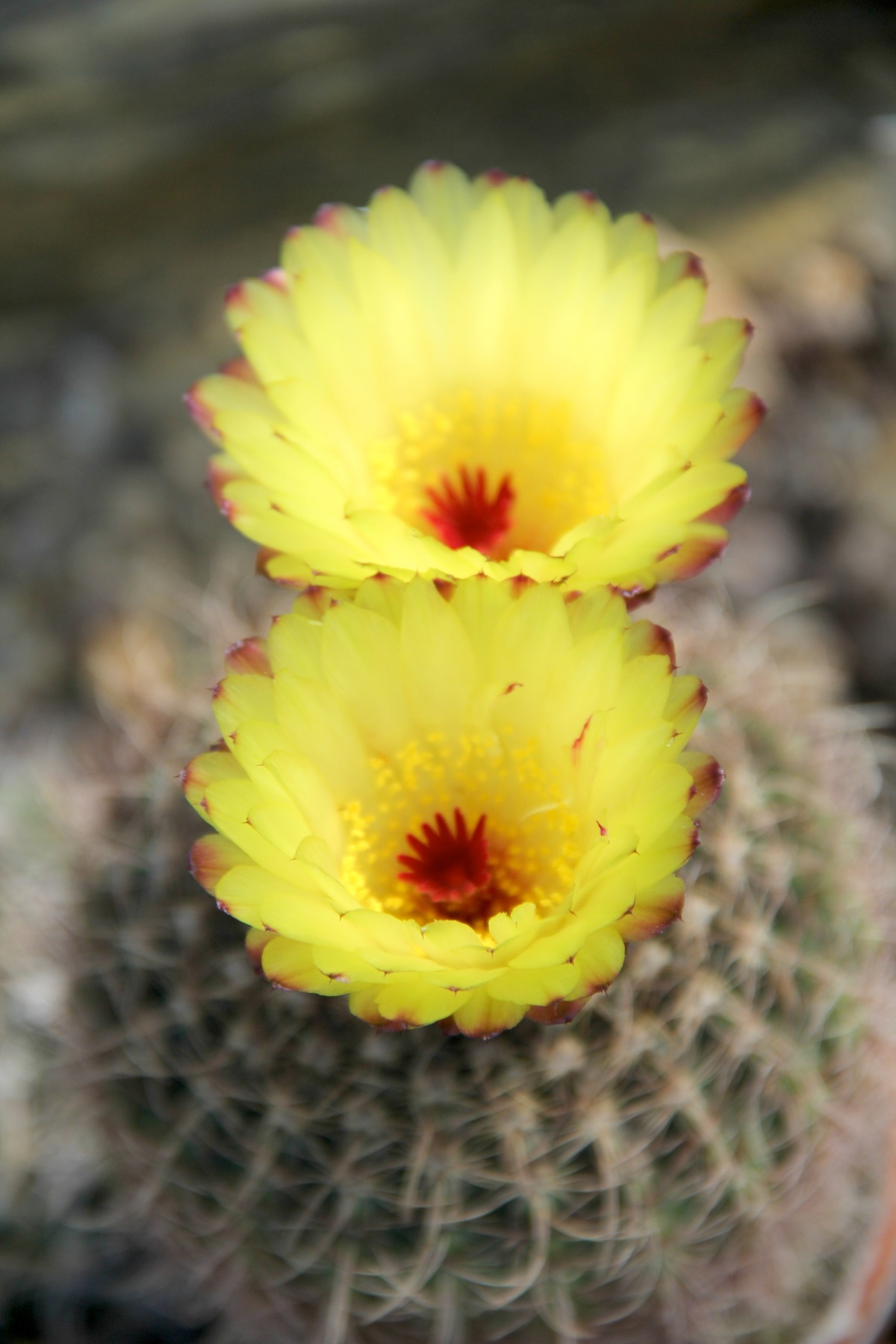
Detalle de las flores

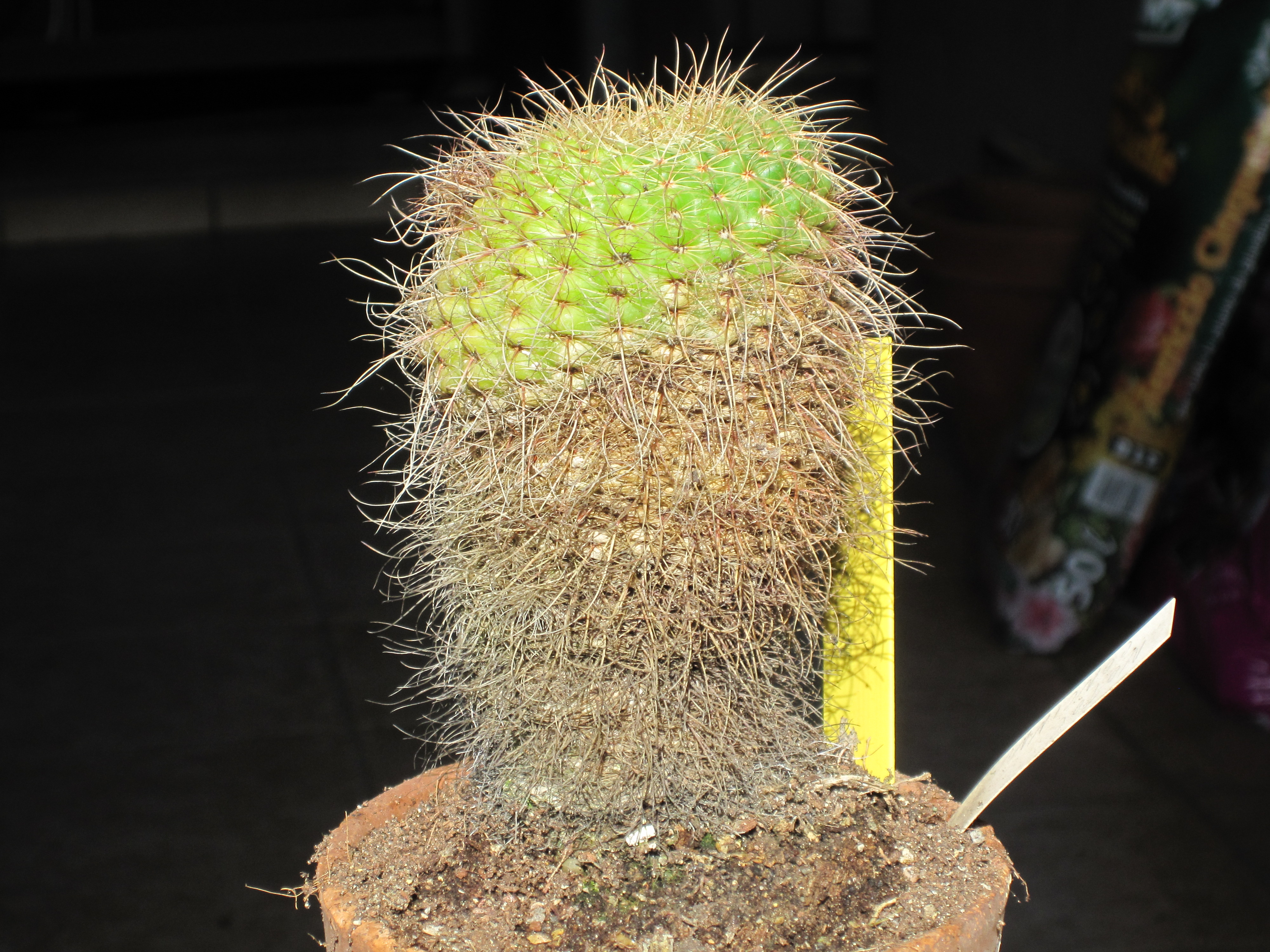
La planta de parodia concinna

## Descripción
Parodia concinna crece solitaria. Es de color verde brillante, inicialmente esférica deprimida. Puede alcanzar un tamaño de 3 a 13 cm de altura y un diámetro de 2 a 10 cm de ancho. Tiene de 15 a 32 costillas tuberculadas con areolas que están situadas entre las jorobas y son lanosas de color blanco con cerdas como pelos, dobladas o torcidas espinas de color marrón rojizo a amarillento o blanquecino. Se pueden distinguir sólo con dificultad en los dientes centrales y marginales. Tiene de uno a cuatro espinas centrales extendidas, de vez en cuando hay más, tienen una longitud de 1 a 2,5 centímetros con una de las espinas centrales mucho más larga que las otras y de nueve a 30 espinas radiales de 5 a 7 milímetros de largo. Las flores son de color amarillo limón y alcanzan una longitud y diámetro de 5 a 8 cm.  El fruto es delgado en forma de huevo de hasta 1,5 centímetros de largo. Los frutos  en forma de campana, con semillas de color negro brillante  que son ligeramente tuberculadas.

## Distribución
Es endémica de Rio Grande do Sul en Brasil y Uruguay. Es una especie común que se ha extendido por todo el mundo.

## Taxonomía
Parodia concinna fue descrita por (Monv.) N.P.Taylor y publicado en Bradleya; Yearbook of the British Cactus and Succulent Society 5: 93. 1987.
Etimología
Parodia: nombre genérico que fue asignado en honor a Lorenzo Raimundo Parodi (1895–1966), botánico argentino.
concinna: epíteto latino que significa "elegante".
Sinonimia
| - Echinocactus cocinnus basónimo - Malacocarpus concinnus - Notocactus concinnus - Echinocactus joadii - Notocactus joadii - Echinocactus apricus - Notocactus apricus - Echinocactus caespitosus - Frailea caespitosa | - Parodia caespitosa - Notocactus agnetae - Notocactus multicostatus - Notocactus blaauwianus - Notocactus eremiticus - Notocactus olimarensis - Notocactus gibberulus - Notocactus rubrigemmatus - Notocactus concinnioides |